# Lama guanicoe guanicoe
El guanaco austral o guanaco sureño (Lama guanicoe guanicoe) es una de las dos subespecies en que se divide la especie Lama guanicoe del género Lama. Habita en el Cono Sur de América del Sur.

## Hábitos y ecología

### Hábitat
Lama guanicoe guanicoe es mucho más adaptable que la otra subespecie, Lama guanicoe cacsilensis. Habita desde bosque secos de latitudes intertropicales, con clima semitropical continental donde hiela raramente, hasta bosque húmedos y fríos en áreas subantárticas, donde nieva abundantemente en el invierno e incluso también en pleno verano. Se lo encuentra desde pastizales, estepas y matorrales a nivel del mar hasta áreas puneñas a más de 4000 m s. n. m.

### Costumbres
Hábitos

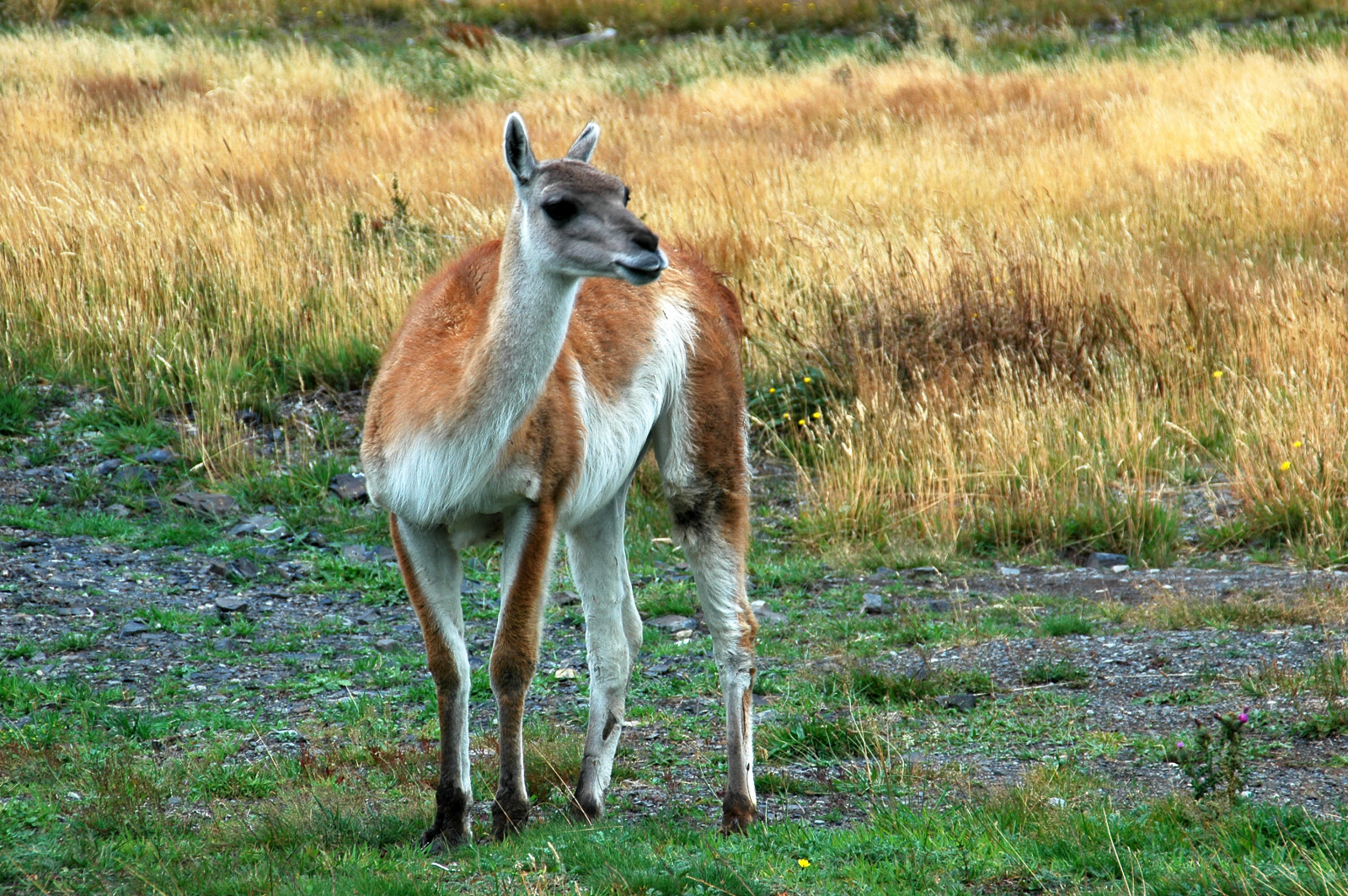
Guanaco austral (Lama guanicoe guanicoe) en el parque nacional Torres del Paine, Región de Magallanes y de la Antártica Chilena, Chile.

Es un animal diurno, que vive en rebaños pequeños conformados por un macho y varias hembras con sus crías. El número de hembras promedia las 5 o 6, aunque puede llegar excepcionalmente hasta 20 por macho. Cada rebaño posee un territorio, el cual el macho defiende de otros machos. Los territorios son demarcados mediante cúmulos de excrementos, conocidos como bosteaderos o estercoleros. Estos se forman por la costumbre de los machos de defecar siempre en el mismo sitio. Los machos sin harén se agrupan en tropas de solteros. Finalmente, también se encuentran machos solitarios, los que pueden ser ejemplares maduros que abandonan las tropas de machos para buscar formar su propio harén, o en su defecto ejemplares ya viejos o enfermos.
Alimentación
Sus hábitos alimenticios son exclusivamente herbívoros, aprovechando los recursos que presenta el hábitat local, y adaptando su dieta en función de la disponibilidad de los mismos. Generalmente incluye una alta proporción de la oferta de especies vegetales del lugar. Sus dientes incisivos están cincelados y recubiertos por una gran capa de esmalte la que les imprime mayor fuerza y dureza, estando especialmente adaptados a cortar los pastos duros y hojas ásperas con que se alimenta. Al cortar los vegetales en vez de arrancarlos —como sí lo hacen algunas especies del ganado doméstico— conservan mejor la delicada cobertura vegetal de las zonas ventosas y semiáridas que constituyen su hábitat.

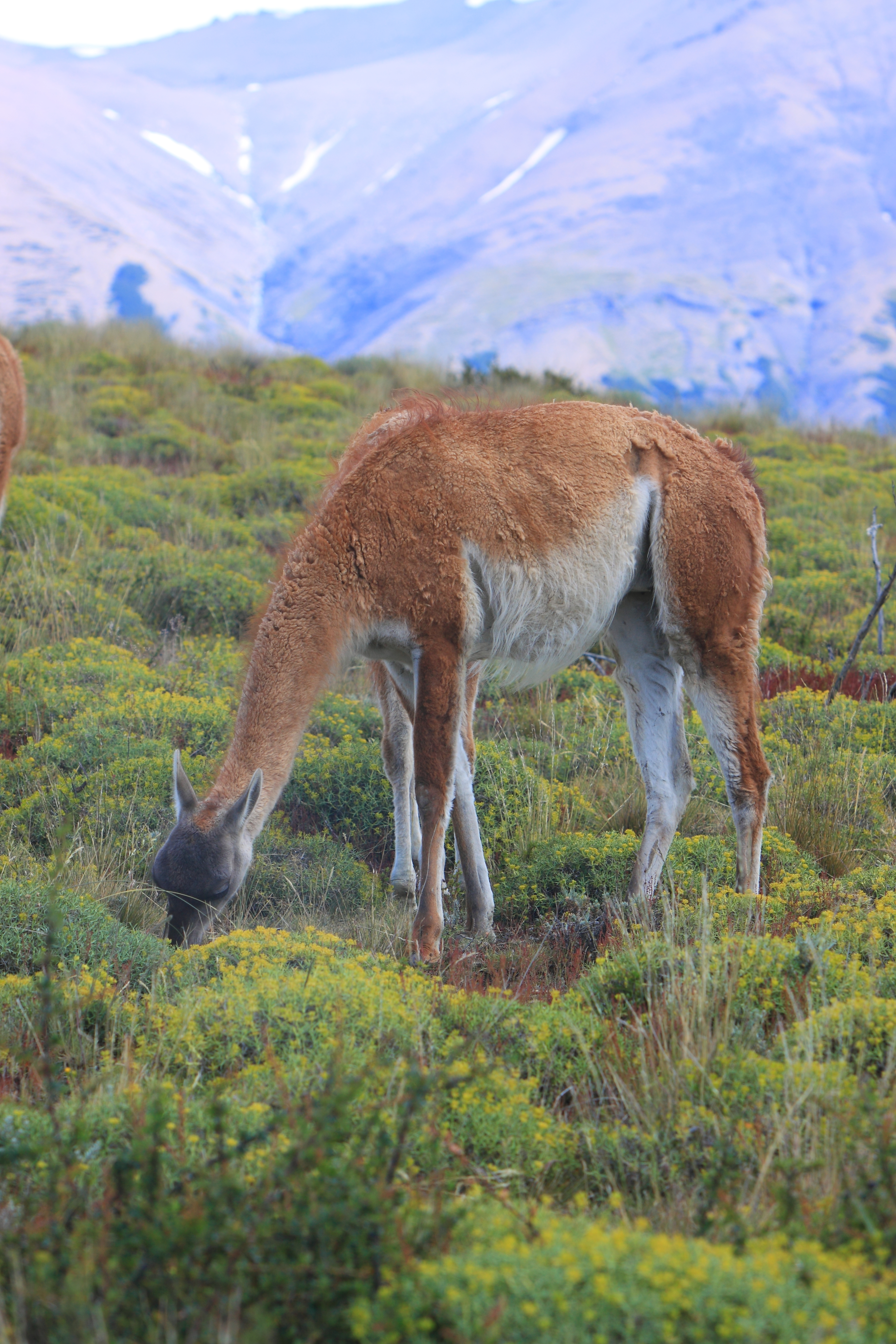
Guanaco austral (Lama guanicoe guanicoe) alimentándose en el parque nacional Torres del Paine, Región de Magallanes y de la Antártica Chilena, Chile.

Entre los componentes de su dieta en general sobresalen las gramíneas, y en menor preponderancia otras herbáceas y las hojas de arbustos. Al ser un rumiante digiere los alimentos en dos etapas: primero los consume y, tras una primera descomposición, realiza la rumia, que consiste en la regurgitación del material semidigerido que vuelve a la boca para ser remasticado, desmenuzado y, agregándole más saliva, finalmente deglutido para su digestión definitiva. Para ello su estómago se divide en varias secciones. Posee una notable aptitud para ingerir agua salobre, incluso la misma agua del mar.
Reproducción
En la Patagonia, hacia el final de la primavera la hembra entra en el periodo de celo; en las poblaciones septentrionales esto ocurre al comenzar el verano. En esta época los machos sin harén intentan arrebatar algunas hembras de los harenes de machos envejecidos, empleando para ello violentas luchas. Los viejos machos perdedores pasan a vivir de manera solitaria. El cortejo consiste en que el macho muerde y persigue denodadamente a la hembra, hasta que esta se agota y se echa sobre su vientre, momento en que el macho realiza el apareamiento, el cual dura entre 10 y 20 minutos, y lo realiza sin dejar en ningún momento de morderla agresivamente.
La gestación dura 11 meses. Pare generalmente una sola cría, la cual pesa entre 8 y 15 kg. La misma es amamantada durante 3 meses. Al mes ya comienza a ingerir materia vegetal. La cría es denominada «chulengo» en la Patagonia, y «teke» en el Noroeste argentino. Nace cubierta de un pelaje de color canela claro, el cual es muy sedoso y suave, el cual troca por el de los adultos a los 20 días de nacido. A los 6 a 12 meses de vida, y mientras su madre está nuevamente gestando, el juvenil es apartado del grupo familiar por el macho jefe, entonces el expulsado busca la compañía de otros machos jóvenes y ejemplares seniles formando tropas de machos. Las hembras son maduras sexualmente al año de edad, mientras que los machos lo son a los 3 o 4 años. En ambos casos, el crecimiento del esqueleto se completa a los 3 años de edad.
Predadores
Sus principales predadores son el puma y el ser humano. Antaño otro destacado depredador de este taxón era el yaguareté, pero el gran felino fue extirpado de la geonemia del guanaco y casi toda las áreas donde se solapaban; solo las relictuales poblaciones de guanacos del chaco Boreal aún conviven con ese felino. 
Se observaron ataques en solitario del zorro fueguino (el cual posee dimensiones corporales respetables) para dar caza a crías e incluso subadultos de guanacos, con una disparidad entre predador y presa de 14 kg y hasta 40 kg en el guanaco joven. Este comportamiento era desconocido hasta 2007 cuando se empezó a observarlo en el parque natural Karukinka, en la isla Grande de Tierra del Fuego. Los científicos estipulan la razón de la supuesta nueva depredación a causa de la adversa condición climática de la isla, que hace escasear el alimento y debilita a los animales. También se piensa como factor la ausencia de pumas en esa isla, lo que permite ocupar al zorro el nicho ecológico de este. Por último se presume que este comportamiento no es nuevo, ya que el zorro es nocturno, hábito que le permite cobrar la mayoría de sus presas, pero dificulta la observación. 
Ante la amenaza del zorro fueguino los guanacos recurren a estrategias de cooperación para proteger a sus crías, desarrollando una formación de escudo, un círculo alrededor de los vulnerables. Si tiene éxito logran alejar al cánido a patadas, algo que es imposible hacerlo frente a un puma

## Características externas
Muestra una cabeza pequeña, con orejas largas terminadas en punta, ojos grandes rodeados de largas pestañas.
Las patas y el cuello son muy largos. Las pezuñas son pequeñas y alargadas. Es digitígrado en vez de ungulígrado pues camina apoyando la segunda falange de los dedos, y no solo la última.
El pelaje es largo y espeso. En la cabeza y las patas es liso y muy corto. El color del pelaje no blanco presenta variados tonos según la región, los que van del amarillento-acanelado pálido hasta el pardo oscuro-rojizo. En la garganta, la parte inferior del cuello, los flancos, el vientre, y la parte interna y posterior de las patas y los pies, el pelaje es blanco.

## Distribución geográfica
Lama guanicoe guanicoe se distribuye en la mitad austral de América del Sur, desde el paralelo de 22°S hasta el paralelo de 55°S, manteniendo poblaciones en todo el oeste de la Argentina, el este y sur de Bolivia, gran parte de Chile, y poblaciones relictuales en el oeste de Paraguay.

### Argentina
Su distribución en ese país sufrió una retracción del 58 %; aun así es muy amplia, ya que posee el 95 % de la población mundial de toda la especie. En la Argentina se distribuye desde la Puna hasta el canal Beagle en el extremo sur de la Patagonia argentina. Por leyes provinciales goza de cierta protección. En algunas provincias se permite su esquila viva, para aprovechar su fibra. En general, las mayores densidades se asocian a aquellos espacios que presentan una mayor cobertura vegetal, como matorrales altos, terrenos irregulares, existencia de refugios, pendientes abruptas y vías de escape frente a depredadores.
Es escaso en las provincias del noroeste, y abundante en las del sur.
Buenos Aires
Antaño habitaba en todas las áreas no inundables de la provincia. Solo sobrevive un relicto en las sierras de Ventania, en el sudoeste provincial, amparado en el parque provincial Ernesto Tornquist.
Catamarca
Habitaba las sierras, las estepas arbustivas, y abras de los bosques en toda la provincia. Posiblemente extinto en las llanuras orientales; escaso en las sierras y montañas occidentales. Aún mantiene una población relíctica en torno a las salinas Grandes en el sudeste provincial, y otra en el sector superior de la sierra del Aconquija.
Chaco
Habitaba las abras de pastizal del sector occidental de la provincia. Extinto en tiempos históricos.
Chubut

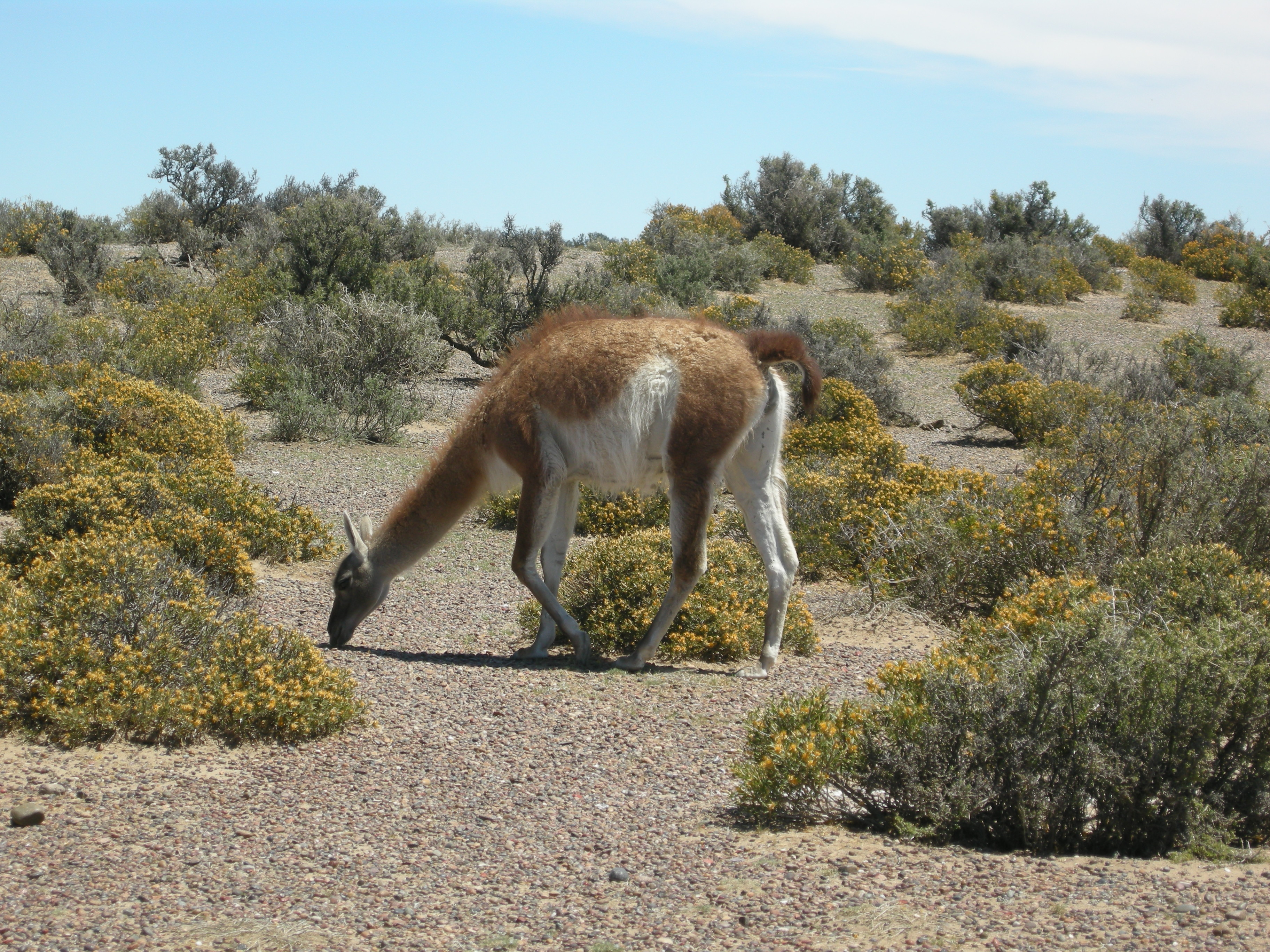
Guanaco austral (Lama guanicoe guanicoe) en la península Valdés, nordeste de la Provincia del Chubut, en la Patagonia argentina.

De presencia constante en casi toda la provincia. Las densidades registradas son de 1,1 guanaco cada 100 ha en el nororiente provincial, de 0,6 en la península Valdés, de 7,6 en el sudoeste provincial, y de 25,3 en una reserva provincial del sudeste de
esta provincia.
Solo en esta provincia, entre 1984 y 1994 se otorgaron más de 118 000 cupos de caza para esta subespecie, mientras que el cupo anual para la caza de sus crías —denominadas en la Argentina: «chulengos»— va de entre 1500 a 16 000 ejemplares para la provincia y en cada temporada. A las pérdidas por caza legal se les suma las causadas por la caza furtiva y para consumo en áreas rurales, la cual parece ser de importancia.
Córdoba
Habitaba las sierras, los pastizales, las estepas arbustivas, y abras de los bosques en toda la provincia. Extinto en tiempos históricos de casi toda la provincia; solo sobreviven escasos grupos relícticos en el extremo noroccidental provincial, en torno a las salinas Grandes, en áreas del chaco árido. Fue reintroducido —con ejemplares norpatagónicos de Río Negro— en el parque nacional Quebrada del Condorito, un área protegida de la pampa de Achala, a 2200 m s. n. m.
Corrientes
Solo registros fósiles.
Entre Ríos
Solo registros fósiles.
Formosa
Habitaba las abras de pastizal del sector occidental de la provincia. Extinto en tiempos históricos.
Jujuy
Habitaba las sierras, los pastizales, las estepas arbustivas, y abras de los bosques no húmedos en toda la provincia. Sobreviven escasos grupos en áreas montañosas del sector occidental provincial.
La Pampa
Habitaba los pastizales, las sierras, y las estepas arbustivas semidesérticas en toda la provincia. Sobrevive en especial en áreas occidentales y en las serranas, siendo protegido en el parque nacional Lihué Calel.
La Rioja
Habitaba las sierras, las estepas arbustivas, y abras de los bosques en toda la provincia. Posiblemente extinto en los Llanos Riojanos. Aún mantiene una población relíctica en torno a las salinas Grandes, en el extremo oriente provincial. Es protegido en el parque nacional Talampaya.
Mendoza

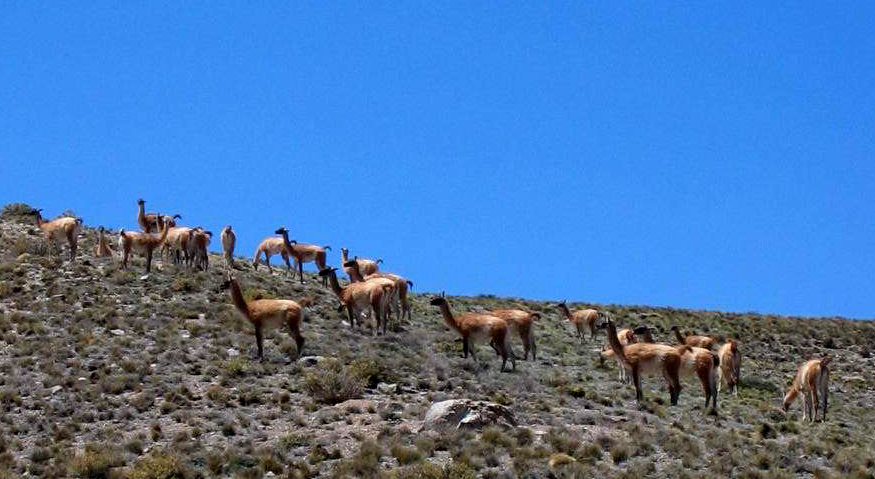
Guanacos australes (Lama guanicoe guanicoe) en Paramillos de Uspallata, noroeste de la Provincia de Mendoza, en el centro-oeste de la Argentina.

Habitaba las sierras, montañas, y estepas arbustivas en toda la provincia. Mantiene importantes poblaciones en la reserva provincial La Payunia, en el departamento Malargüe. Su caza está estrictamente prohibida, lo que ha derivado en una notoria recuperación de su población, sobre todo, en la zona de Paramillos de Uspallata. Fue declarado monumento natural provincial.
Neuquén
Presente en casi toda la provincia.
Río Negro
Abundante en casi toda la provincia.
Salta
Habitaba las sierras, los pastizales, las estepas arbustivas, y abras de los bosques no húmedos en toda la provincia. Extinto en tiempos históricos en la llanura. Sobreviven escasos grupos en áreas montañosas del sector occidental provincial.
San Juan
Habitaba las sierras, estepas arbustivas, y semidesiertos en toda la provincia. Sobrevive en especial en áreas montañosas, siendo protegido en el parque provincial de Ischigualasto o Valle de la Luna.
San Luis
Habitaba las sierras, los pastizales, las estepas arbustivas, y abras de los bosques en toda la provincia. Extinto en tiempos históricos; solo sobrevive escasos grupos en el extremo noroccidental provincial, en el parque nacional Sierra de las Quijadas.
Santa Cruz
Abundante en casi toda la provincia.
Santa Fe
Habitaba las abras de pastizal de los bosques del sector noroccidental y central de la provincia, así como también la estepa pampeana del sector austral. Extinto en tiempos históricos.
Santiago del Estero
Habitaba las abras de pastizal de los bosques de toda la provincia. Extinto en tiempos históricos. Aún mantiene una población relíctica en torno a las salinas Grandes, en el sudoeste provincial.
Tucumán
Habitaba las abras de pastizal de los bosques del sector oriental de la provincia, así como también las montañas occidentales. Aún mantiene una población relíctica en el sector superior de la puna.
Tierra del Fuego Antártida e Islas del Atlántico Sur.
Abundante en casi toda la isla Grande de Tierra del Fuego. Nunca vivió en la isla de los Estados.
En un estudio basado en sobrevuelos estimó que el sector argentino de la isla contaba con una población en noviembre de 1995 de 19 952 (± 3437) ejemplares, con densidades medias mínimas de 0,33 guanaco cada 100 ha en la estepa y máximas de 2,13 en el área de ecotono bosque-estepa. Si bien parece alta, es vulnerable a los rigores climáticos. Proyecciones de datos poblacionales permitieron inferir que tan solo un invierno con fuertes nevadas, el cual se prolongue a la primavera, podría generar una mortalidad del 26 % del total de la población isleña de este camélido.

### Bolivia
Las poblaciones de esta subespecie son relictuales y dispersas. Se han reportado manadas en áreas montañosas en la cordillera de Mochará, entre los departamentos de Chuquisaca y Potosí. Observaciones para el sudeste del departamento de Tarija deben ser confirmadas.
En la zona del chaco boliviano, su otrora amplia distribución fue reducida a su mínima expresión, pero una población relicta aún persiste en la región chaqueña del departamento de Santa Cruz, y en la Estancia Perforación.

### Chile

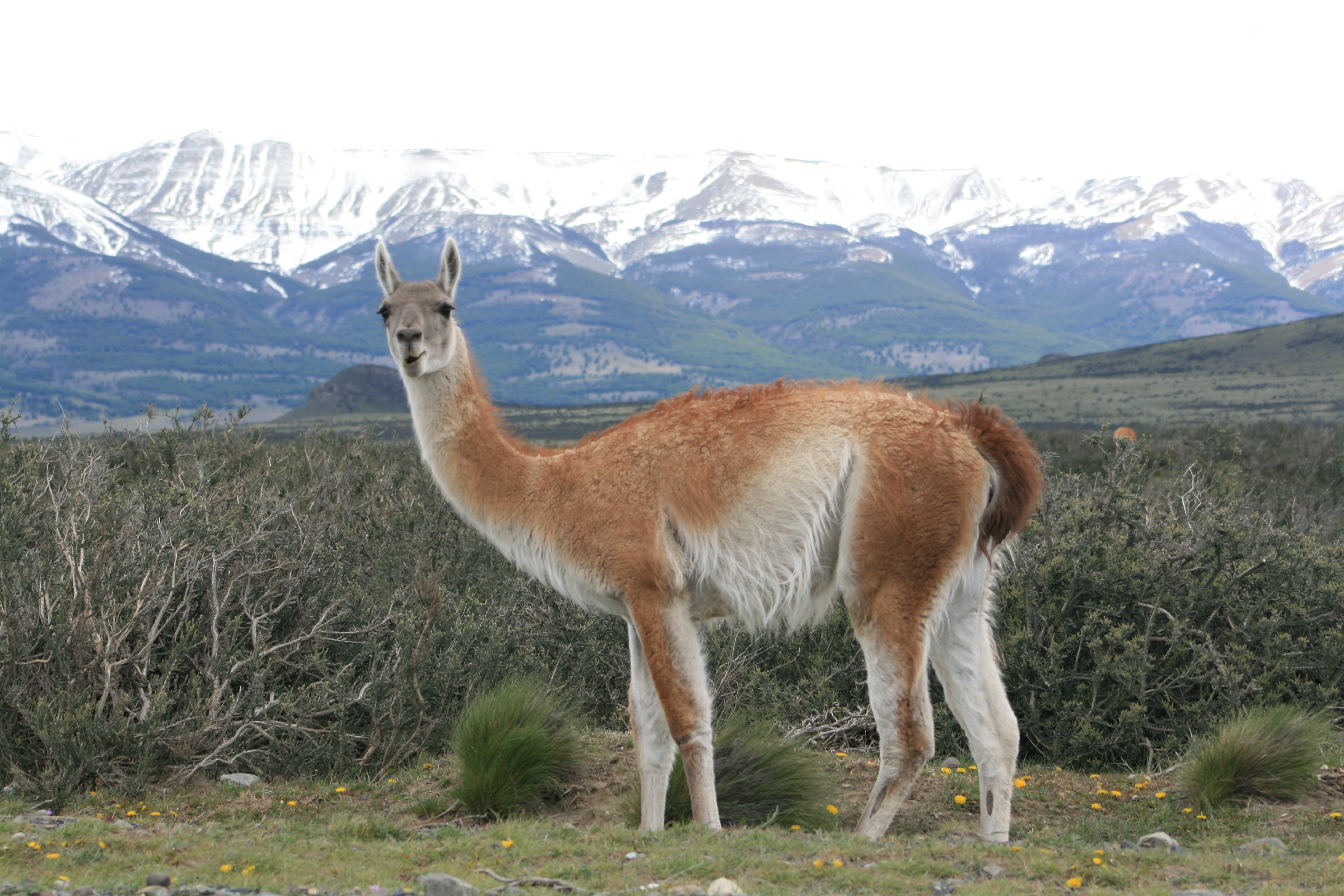
Guanaco austral (Lama guanicoe guanicoe) en el parque nacional Torres del Paine, Región de Magallanes y de la Antártica Chilena, Chile.

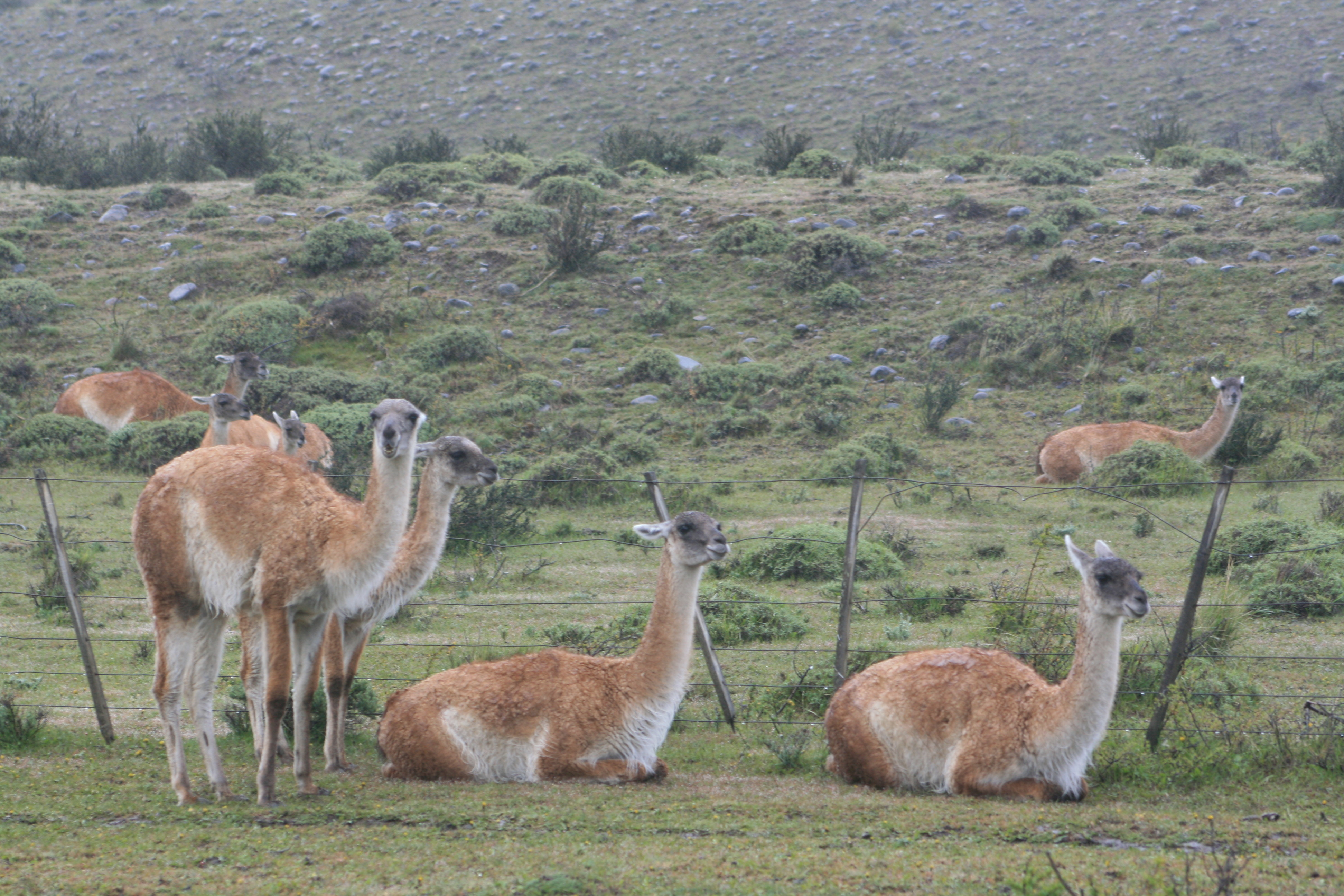
Guanaco austral (Lama guanicoe guanicoe) en el parque nacional Torres del Paine, Región de Magallanes y de la Antártica Chilena, Chile.

Si bien este taxón está protegido a nivel nacional por la Ley de Caza, Criaderos y Uso in situ, el personal para la aplicación de dicha ley es insuficiente. Su distribución sufrió una retracción del 75 %. Goza de protección en varias reservas naturales, como por ejemplo en el parque nacional Torres del Paine.
en donde se presentan las más altas densidades de este taxón, las que alcanza hasta 43 ejemplares cada 100 ha.

### Paraguay
Quedan apenas algunas tropillas en el parque nacional Médanos del Chaco, Departamento de Boquerón, en pleno Chaco paraguayo.
Mantenía también poblaciones en la zona de Mayor Pablo Lagerenza, en el Departamento de Alto Paraguay.

## Taxonomía

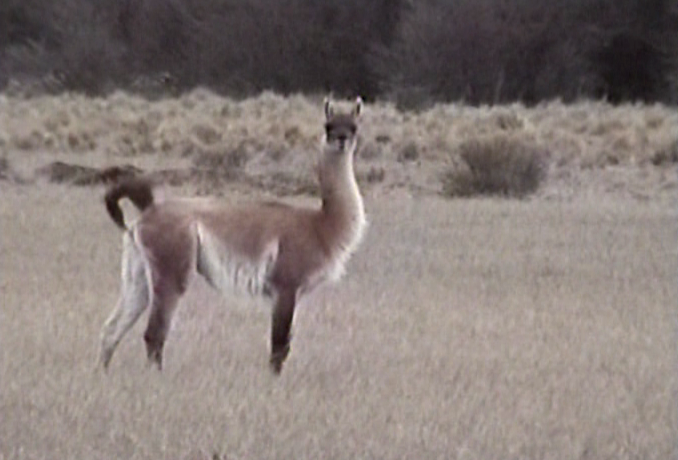
Guanaco austral (Lama guanicoe guanicoe) con fenotipo intermedio, en el sector ecotonal entre la estepa magallánica y los bosques de ñirre, en el centro-este de la isla Grande de Tierra del Fuego, Provincia de Tierra del Fuego, Antártida e Islas del Atlántico Sur, sur de la Argentina.

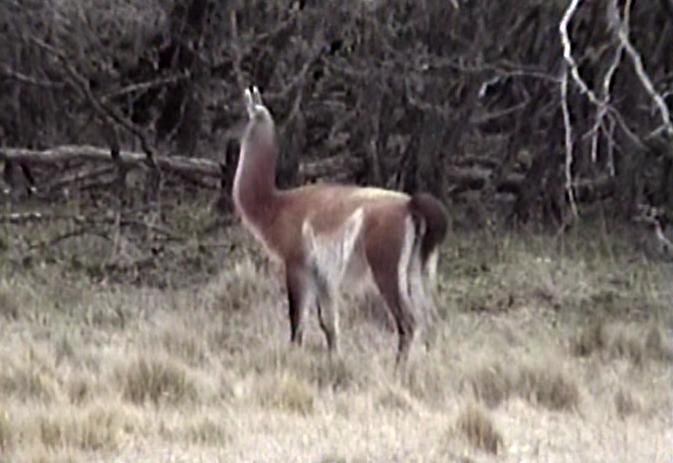
Guanaco austral (L. g. guanicoe) con fenotipo intermedio, en el sector ecotonal entre la estepa magallánica y los bosques de ñirre, en el centro-este de la isla Grande de Tierra del Fuego, Argentina.

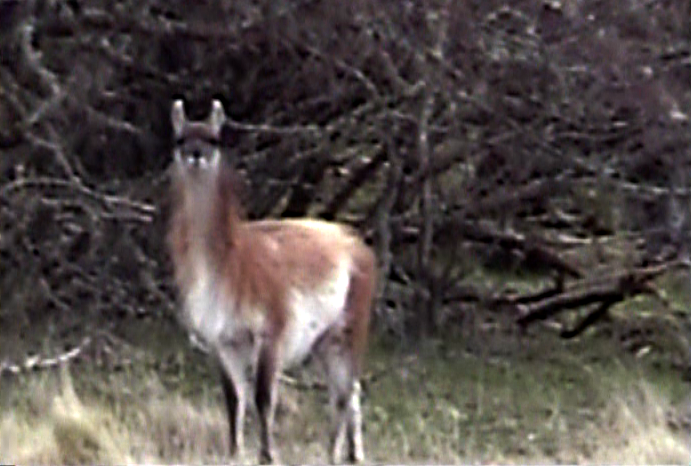
Guanaco austral (L. g. guanicoe) del fenotipo del bosque fueguino, en el sector ecotonal entre la estepa magallánica y los bosques de ñirre, en el centro-este de la isla Grande de Tierra del Fuego, Argentina.

Originalmente este animal fue dado a conocer para la ciencia por el zoólogo alemán Philipp Ludwig Statius Müller en el año 1776, quien lo bautizó: Camelus guanicoe. Posteriormente, en el año 1782, el Abate Juan Ignacio Molina describió su morfología, comportamiento y su utilización por los seres humanos; además le dio el nombre científico de Camelus huanacus. Esta discrepancia nomenclatural confundió la taxonomía del animal por las siguientes décadas, hasta que finalmente Osgood en el año 1943 utilizó nuevamente el nombre de guanicoe. Al describirse otros taxones dentro de la especie el taxón típico pasó a denominarse: Lama guanicoe guanicoe.
Si bien fueron históricamente descritas 4 subespecies de guanacos, sobre la base de características morfológicas, como el tamaño del cráneo y del cuerpo, además del color del pelaje, no se han hecho estudios basados en un buen número de muestras para dar cuenta de la variación morfológica. Estas subespecies se asociaron a cuatro áreas geográficas divididas principalmente por la Cordillera de los Andes.
Siguiendo a esta clasificación, L. g. cacsilensis (Lönnberg, 1913) se distribuía entre 8° y 22°S, en el Perú, el norte de Chile y zonas próximas del altiplano de Bolivia, Lama guanicoe voglii (Krumbiegel, 1944) se extendía por la región del chaco boliviano, del Chaco paraguayo, y la región chaqueña de la Argentina, donde alcanzaba los 35°S, Lama guanicoe huanacus (Molina, 1782) habitaba entre 22° y 38°S en el norte y centro de Chile; finalmente Lama guanicoe guanicoe (Müller, 1776) se encontraba en todo el oeste de Argentina, extendiéndose hacia el sur a través de las estepas de la Patagonia argentina y chilena la isla Grande de Tierra del Fuego y la isla Navarino.
Estudios durante el siglo XXI basados en la evidencia molecular ha demostrado que el guanaco es el antepasado de la llama, que los guanacos son un grupo monofilético, y que no había la esperada variación entre las subespecies propuestas.
Sin embargo, se detectó algún grado de diferenciación entre dos grupos: las poblaciones del norte del Perú y norte de Chile por un lado, versus las poblaciones del Chaco boliviano, de toda la Argentina, y del centro y sur de Chile, concluyendo que solo dos subespecies son las que realmente existen: Lama guanicoe cacsilensis y Lama guanicoe guanicoe.

### Taxonomía de las poblaciones del archipiélago fueguino

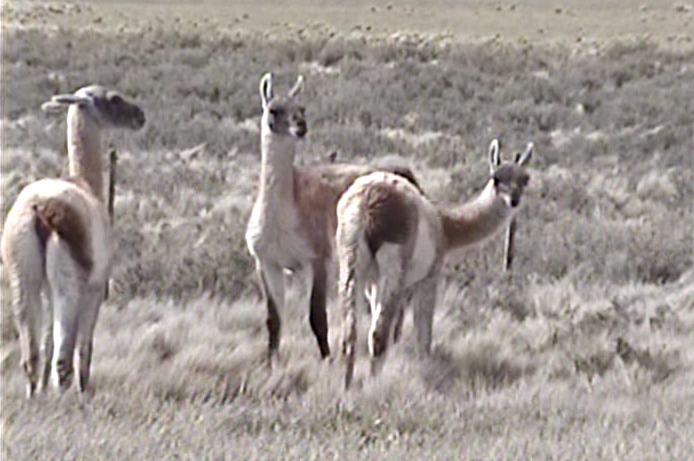
Guanacos australes (Lama guanicoe guanicoe) del fenotipo de la estepa fueguina, en el sector de pampas magallánicas del norte de la isla Grande de Tierra del Fuego, Provincia de Tierra del Fuego, Región de Magallanes y de la Antártica Chilena, Chile.

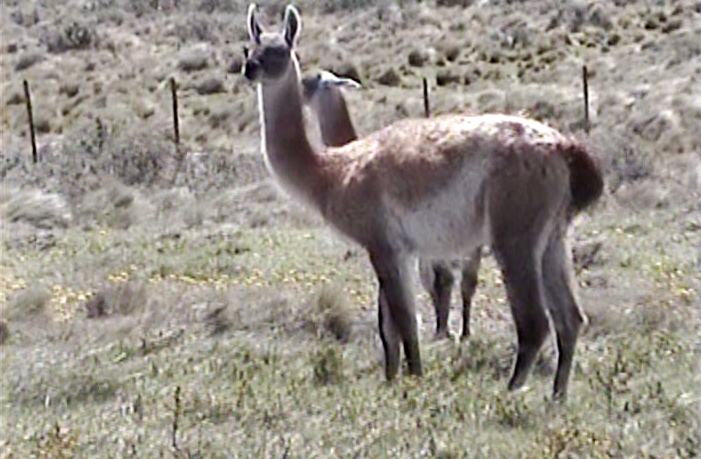
Guanacos australes (L. g. guanicoe) del fenotipo de la estepa fueguina, en pampas magallánicas del norte de la isla Grande de Tierra del Fuego, Chile.

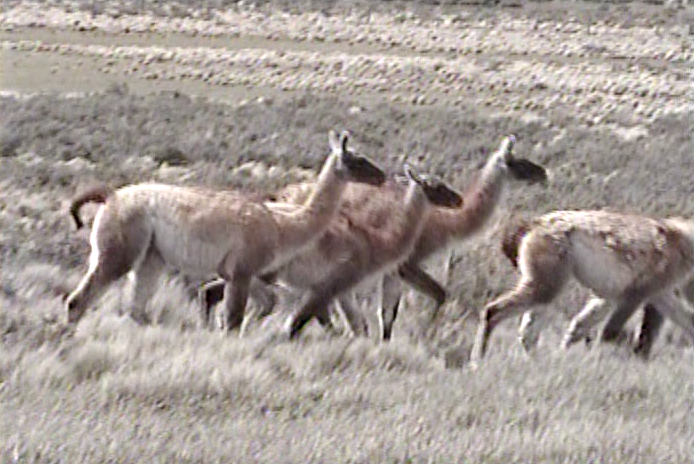
Guanacos australes (L. g. guanicoe) del fenotipo de la estepa fueguina, en pampas magallánicas del norte de la isla Grande de Tierra del Fuego, Chile.

El territorio que hoy integra la isla Grande de Tierra del Fuego quedó separado del  resto continental aproximadamente en el año 7600 AP. Desde ese momento, las poblaciones de guanacos a ambos lados del Estrecho de Magallanes comenzaron un proceso de vicarianza y posterior evolución divergente. En un trabajo del año 2005, se evaluó la variación morfológica de restos del esqueleto apendicular de este taxón exhumados a ambos lados del estrecho de Magallanes, provenientes de 4 sitios arqueológicos de la isla Grande de Tierra del Fuego, y de 6 sitios arqueológicos y 1 paleontológico del sector más austral de Patagonia austral continental. Se compararon dos períodos temporales: el Pleistoceno final (12 000 a 10 000 años AP), versus el Holoceno tardío final (2000 AP hasta el presente). La evidencia morfológica mostró que una vicarianza se presentó una vez instaurada la barrera natural, lo que generó una disyunción de la población original, y a partir de dicho evento cada subpoblación comenzó a evolucionar de forma independiente. La nueva barrera marítima forzó la generación de fenotipos diferentes a un lado y otro del Estrecho, direccionando a las poblaciones de la isla hacia una selección de tamaños corporales grandes y con formas robustas —desde fines del Pleistoceno hasta el presente—, y una reducción de los tamaños corporales en las poblaciones de la margen continental durante el Holoceno. Estos resultados concuerdan con la tesis de evolución divergente propuesto para la isla Grande de Tierra del Fuego con respecto a las poblaciones humanas.
Ya en el año 1957 se había propuesto una segmentación taxonómica para las poblaciones de guanacos que habitan el archipiélago de Tierra del Fuego. Según características fenotípicas bastantes regulares y fácilmente observables, basadas en el largo, color, y textura del pelaje, se dividió a los guanacos fueguinos en tres poblaciones, las cuales son de norte a sur:
Guanaco de la estepa fueguinaHabita las áreas abiertas del norte de la isla Grande de Tierra del Fuego, con vegetación del distrito fitogeográfico patagónico fueguino de la provincia fitogeográfica patagónica. Se caracteriza por poseer un pelaje más corto y amarillento.
Guanaco del bosque fueguino de la isla GrandeHabita las áreas boscosas y cordilleranas del sur de la isla Grande de Tierra del Fuego, con vegetación de los distritos fitogeográficos distrito fitogeográfico subantártico magallánico y del bosque caducifolio, ambos de la provincia fitogeográfica subantártica. Se caracteriza por poseer un pelaje más largo y fino que la anterior, y de un color castaño-rojizo.
Guanaco del bosque fueguino de la isla NavarinoEndémica de los bosques de la isla Navarino. Se caracteriza por poseer un pelaje largo, sedoso, de tonos coloridos y brillantes. Ejemplares de esta última forma fueron introducidos a la isla Gable, pero parece que no lograron perpetuar poblaciones. Curiosamente, nunca fue visto —ni colectado sus restos— en la isla Hoste, la cual está separada de Navarino por el canal Murray, de solo 550 metros de ancho en su parte más angosta.